# Gołoszyce Niższe
Gołoszyce Niższe – część wsi Gołoszyce w Polsce, położona w województwie świętokrzyskim, w powiecie opatowskim, w  gminie Baćkowice.
W latach 1975–1998 Gołoszyce Niższe administracyjnie należały do województwa tarnobrzeskiego.